# Tratatul de la Brétigny

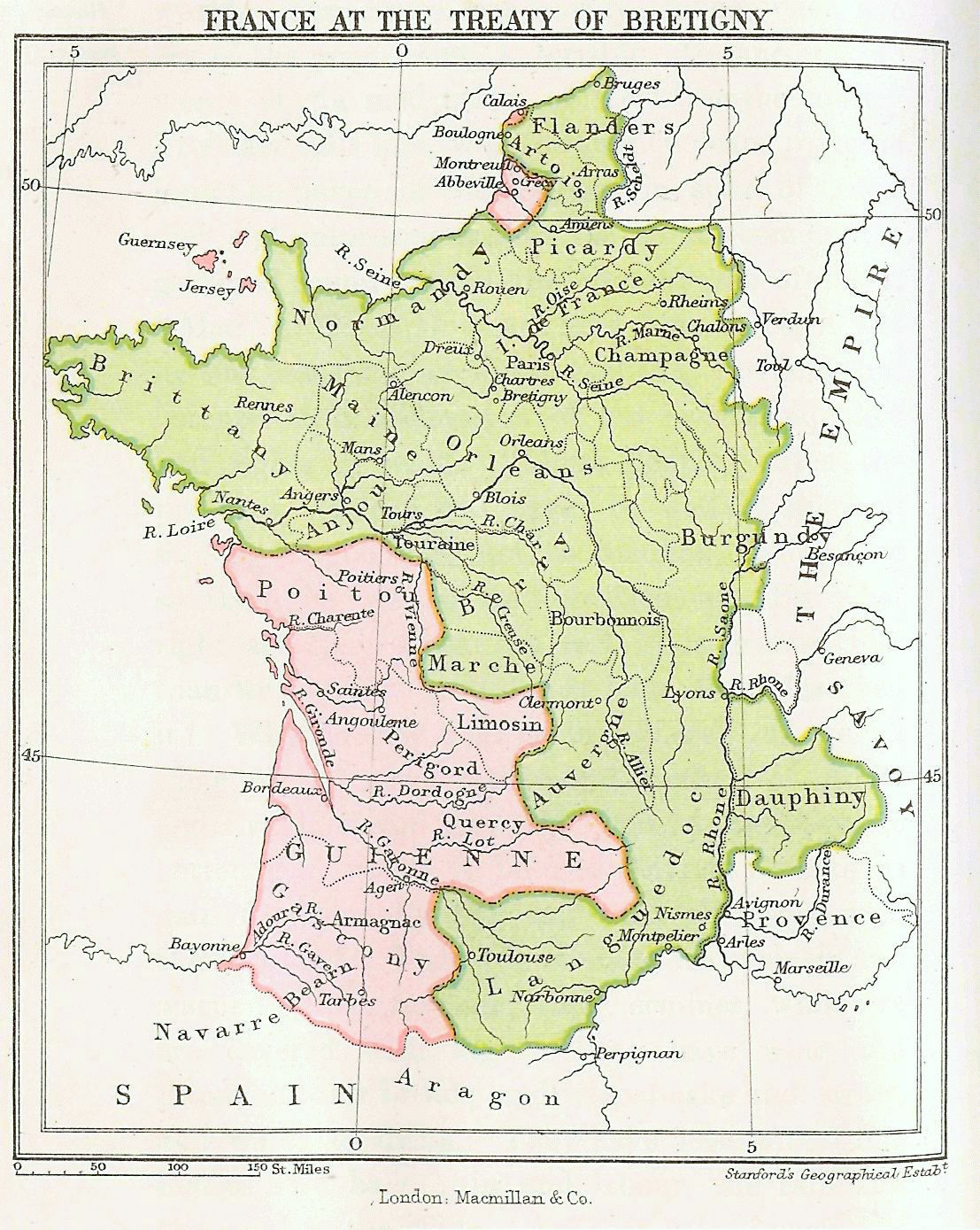
Franța după Tratatul de la Bretigny - teritoriul francez în verde, teritoriul englez în roz

Tratatul de la Bretigny a fost un tratat, redactat la 8 mai 1360 și ratificat la 24 octombrie 1360, între regele Eduard al III-lea al Angliei și regele Ioan al II-lea al Franței (Bunul). În retrospectivă, este văzut că a marcat sfârșitul primei faze a Războiul de 100 de Ani (1337-1453) - la fel ca înălțimea puterii engleze pe continent.
A fost semnat la Bretigny, un sat din apropiere de Chartres, și mai târziu ratificat ca Tratatul de la Calais la 24 octombrie 1360.

## Vezi și
- Listă de tratate
- Tratatul de la Troyes